# Guiana Essequiba
A Guiana Essequiba (também conhecida como Território Essequibo ou, na Venezuela, Zona em Disputa) é um território do Planalto das Guianas, compreendido entre o rio Cuyúni e o rio Essequibo, que apresenta uma extensão territorial de 159 500 km², o qual faz parte atualmente da República Cooperativa da Guiana, mas cuja soberania é reclamada pela Venezuela internacionalmente por meio do Acordo de Genebra, de 17 de fevereiro de 1966.
Ainda que a Venezuela reivindique o território como seu, não o faz parte de jurisdição alguma de seu território e em seus mapas a área somente aparece listrada obliquamente ou com a legenda: ZONA EM LITÍGIO. Sujeito ao Acordo de Genebra de 17 de fevereiro de 1966 e ao Protocolo de Porto Espanha de 16 de junho de 1970.
Após plebiscito sobre anexação, em 5 de dezembro de 2023, o presidente venezuelano Nicolás Maduro divulgou um mapa da Venezuela contendo integralmente a região de Essequibo. 

## Antecedentes históricos
A inclusão do Território Essequibo dentro dos limites da Guiana está estabelecida em sua Constituição de 1980, reformada em 1996, que sustém que:

The territory of the State comprises the areas that immediately before the commencement of this Constitution were comprised in the area of Guyana together with such other areas as may be declared by Act of Parliament to form part of the territory of the State.
Essas áreas são as que compreendiam a colônia da Guiana Britânica, antes de sua independência, para a qual a Grã-Bretanha reconheceu como limite ocidental o rio Essequibo, cartografado politicamente a seu favor em 1838, depois de incursões feitas pelo explorador alemão a serviço da Coroa Britânica, Robert Schomburgk.
Por sua parte, a Venezuela, declara no artigo 10 de sua constituição de 1999, que:

El territorio y demás espacios geográficos de la República son los que correspondían a la Capitanía General de Venezuela antes de la transformación política iniciada el 19 de abril de 1810, con las modificaciones resultantes de los tratados y laudos arbitrales no viciados de nulidad.
O nome do rio Essequibo é derivado do sobrenome de Juan de Esquivel, oficial de Diego Colón nas primeiras décadas do século XVI. Diversas mudanças fonéticas derivadas da pronúncia indígena e européia são as responsáveis pela mudança de grafia do termo.

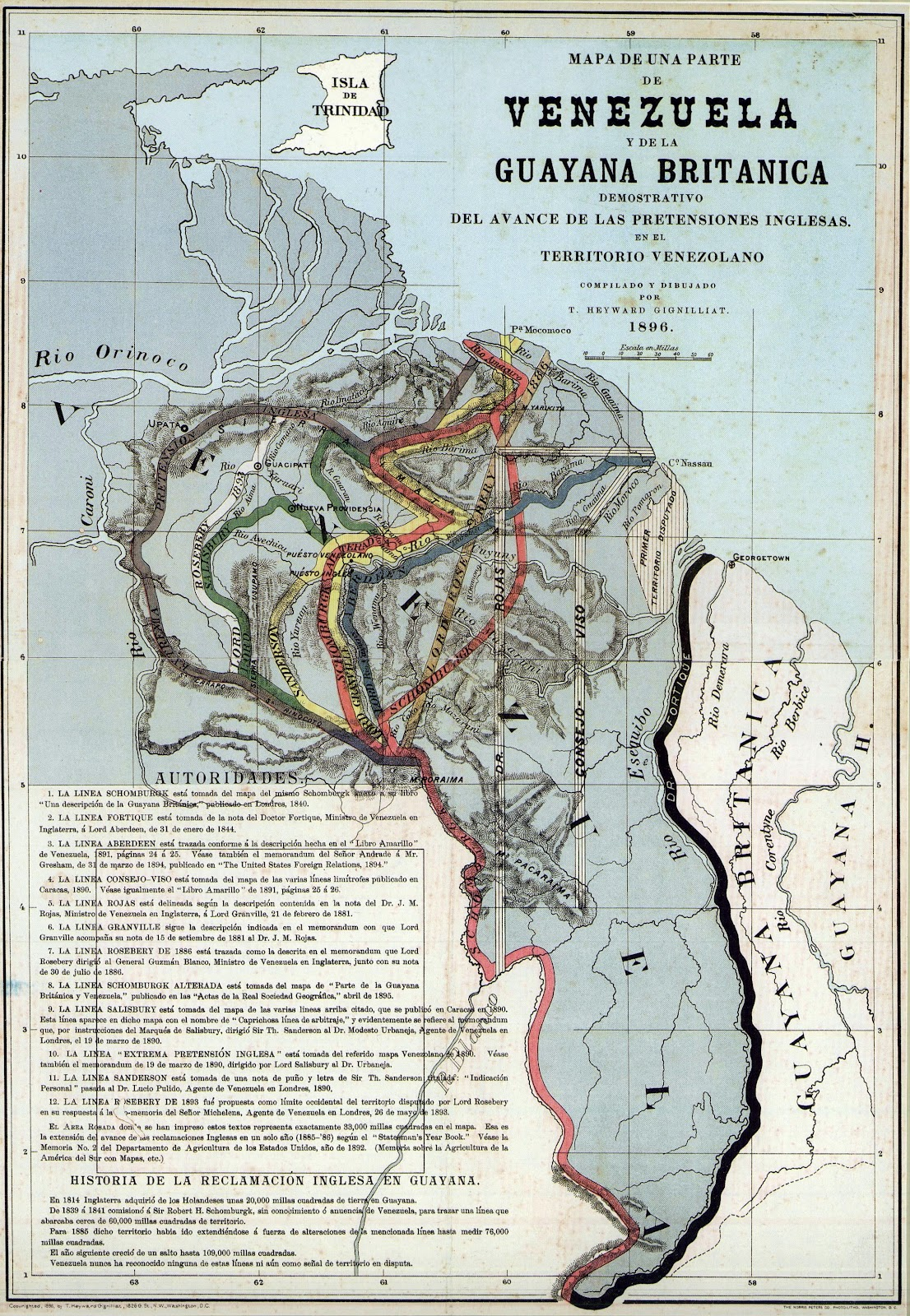
Mapa com as diversas pretensões inglesas

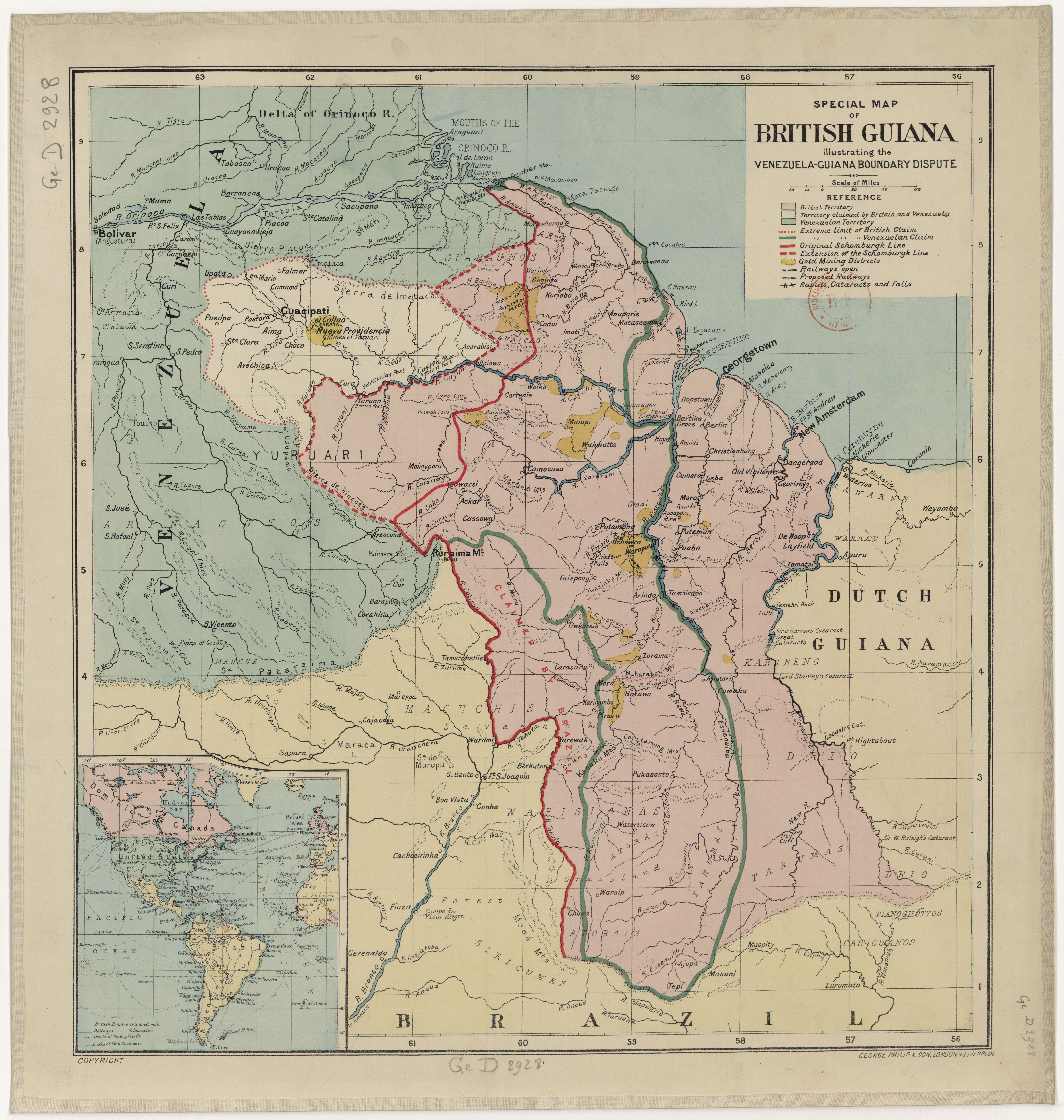
Mapa da antiga Guiana Britânica e as diversas linhas de fronteira traçadas, que mostram as máximas aspirações britânicas e o rio Essequibo que a Venezuela considera como sua fronteira em 1896; a zona cinzenta é o único território não reivindicado pela Venezuela, enquanto que uma parte do setor oriental (Pirara) foi "devolvido" pelo Reino Unido ao Brasil

A Capitania Geral da Venezuela compreendia os territórios da antiga Província da Guiana, que ocupavam toda região do delta do rio Orinoco e leste do rio Essequibo.
Após apelar ao governo dos Estados Unidos, este propôs uma arbitragem; formou-se um tribunal em 1899, cuja decisão forma o Laudo Arbitral de Paris. O tratado concluiu com a cessão do território ao oeste do rio Essequibo à Grã Bretanha. No entanto, como a Venezuela não foi representada diretamente, já que os dois representantes da Venezuela foram nomeados pelos Estados Unidos não representando ao Estado venezuelano, esta declarou a anulação do tratado décadas depois, alegando ademais importantes indícios que invalidam a decisão arbitrária. Posteriormente, Venezuela e Guiana (independente) firmaram o Acordo de Genebra (17 de fevereiro de 1966) onde concordou-se criar uma comissão mista para buscar um mecanismo para encerrar o conflito, mas ao longo de 4 anos sem chegar a um resultado decide-se firmar em Trinidad e Tobago o Protocolo de Porto Espanha com o fim de prorrogar as discussões por doze anos, vencidos em 1982. Com isso a Venezuela decide não renovar este tratado e continuar com o Acordo de Genebra através do Secretário das Nações Unidas. Desde então, a reivindicação está submetida a intermediação da Secretaria Geral das Nações Unidas sob as condições do Acordo de Genebra.

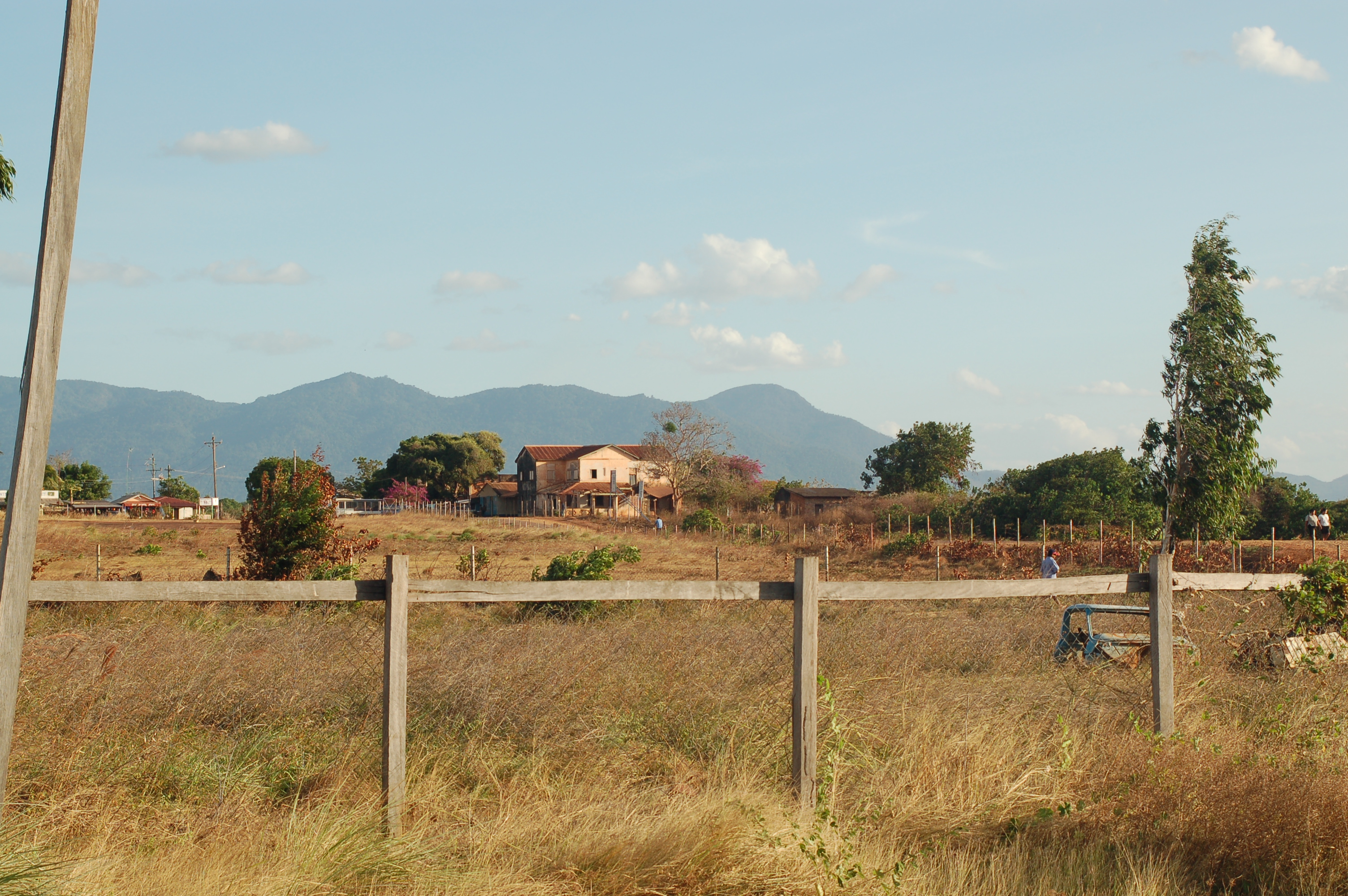
Vista da Localidade de Lethem, na Região do Alto Takutu-Alto Essequibo, ao sul da Guiana Essequiba

A Guiana Essequiba compreende a totalidade das regiões de Barima-Waini, Cuyuni-Mazaruni, Pomeroon-Supenaam, Potaro-Siparuni, Alto Takutu-Alto Essequibo e a parte ocidental da região das Ilhas Essequibo-Oeste Demerara, todas divisões administrativas atualmente sob o controle da Guiana, não reconhecidas pela Venezuela.

## História

### O Essequibo

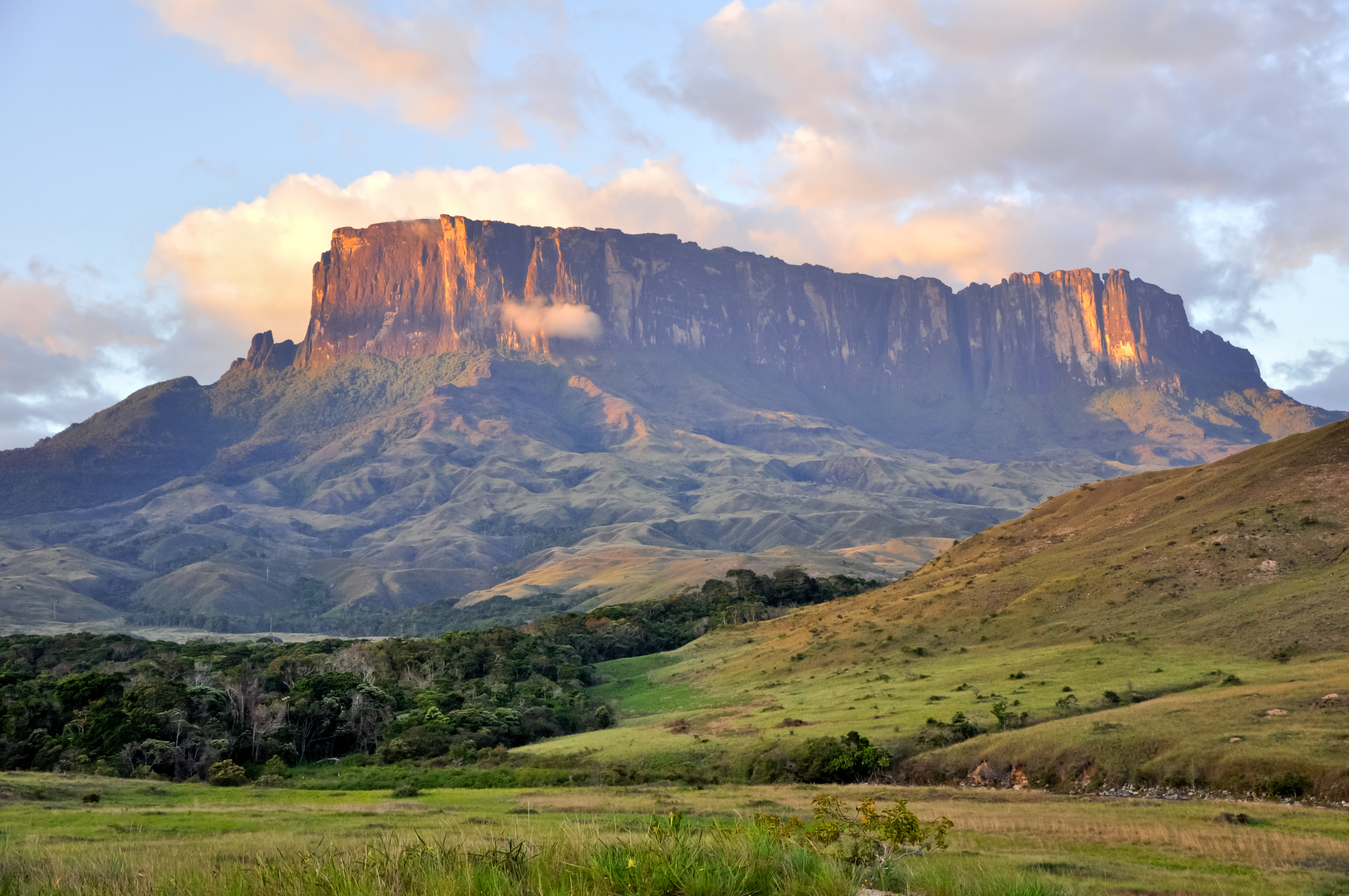
O Monte Roraima, que marca a fronteira entre Venezuela, Brasil e a zona em litígio da Guiana Essequiba.

Desde 1777 com a criação da Capitania Geral da Venezuela estabeleceu-se como fronteira oriental entre Espanha e Países Baixos o rio Essequibo, desde sua nascente até sua desembocadura no Oceano Atlântico. No entanto a possessão deste território só seria de jure, posto que não seria colonizada pela Capitania Geral da Venezuela (Espanha).
Em 1814 a Grã-Bretanha ficou com a posse dos territórios coloniais neerlandeses de Demerara, Berbice e Essequibo, que abrangiam uma área de cerca de 51 700 quilômetros quadrados e passaram a constituir a Guiana Britânica a partir de 1831. Desde esse momento, o governo britânico estimulou o avanço e estabelecimento de colonos nas terras situadas ao oeste do rio Essequibo, favorecido pela despovoação e pela situação da Venezuela, que iniciava então sua organização institucional. Outro fator foi o papel da Grã Bretanha como potência hegemônica mundial na segunda metade do século XIX, que lhe conferia um respaldo internacional e ainda militar na sua expansão colonial.

### Modificação de fronteiras

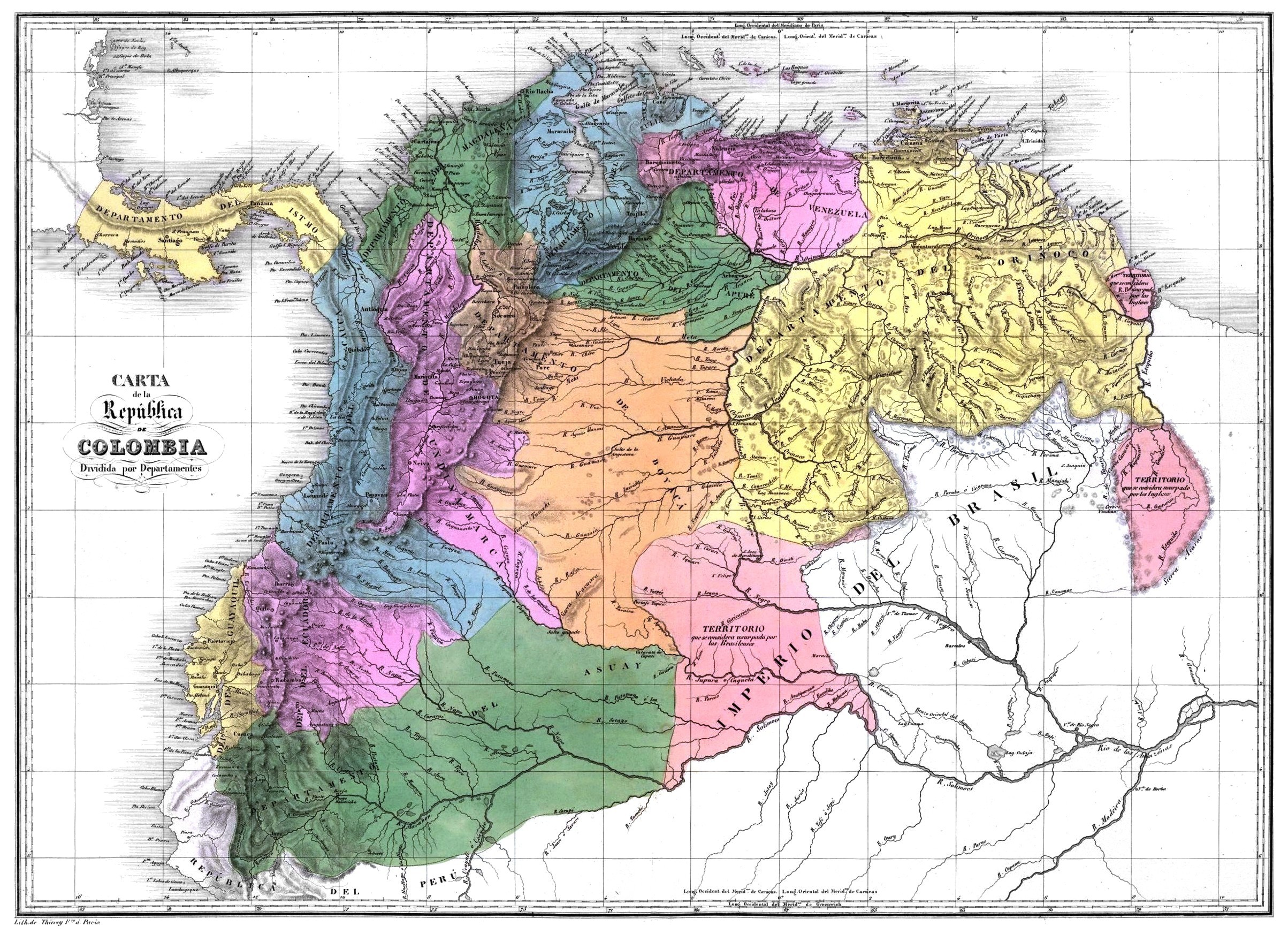
Mapa da Grã Colômbia (1819) que inclui a região do Essequibo

Em 1834, Robert Hermann Schomburgk traçou uma linha fronteiriça entre a Venezuela e a Guiana Britânica desde o rio Moruca até o Essequibo de uma extensão de 4 290 km², que ficou conhecida como "Linha de Schomburgk".

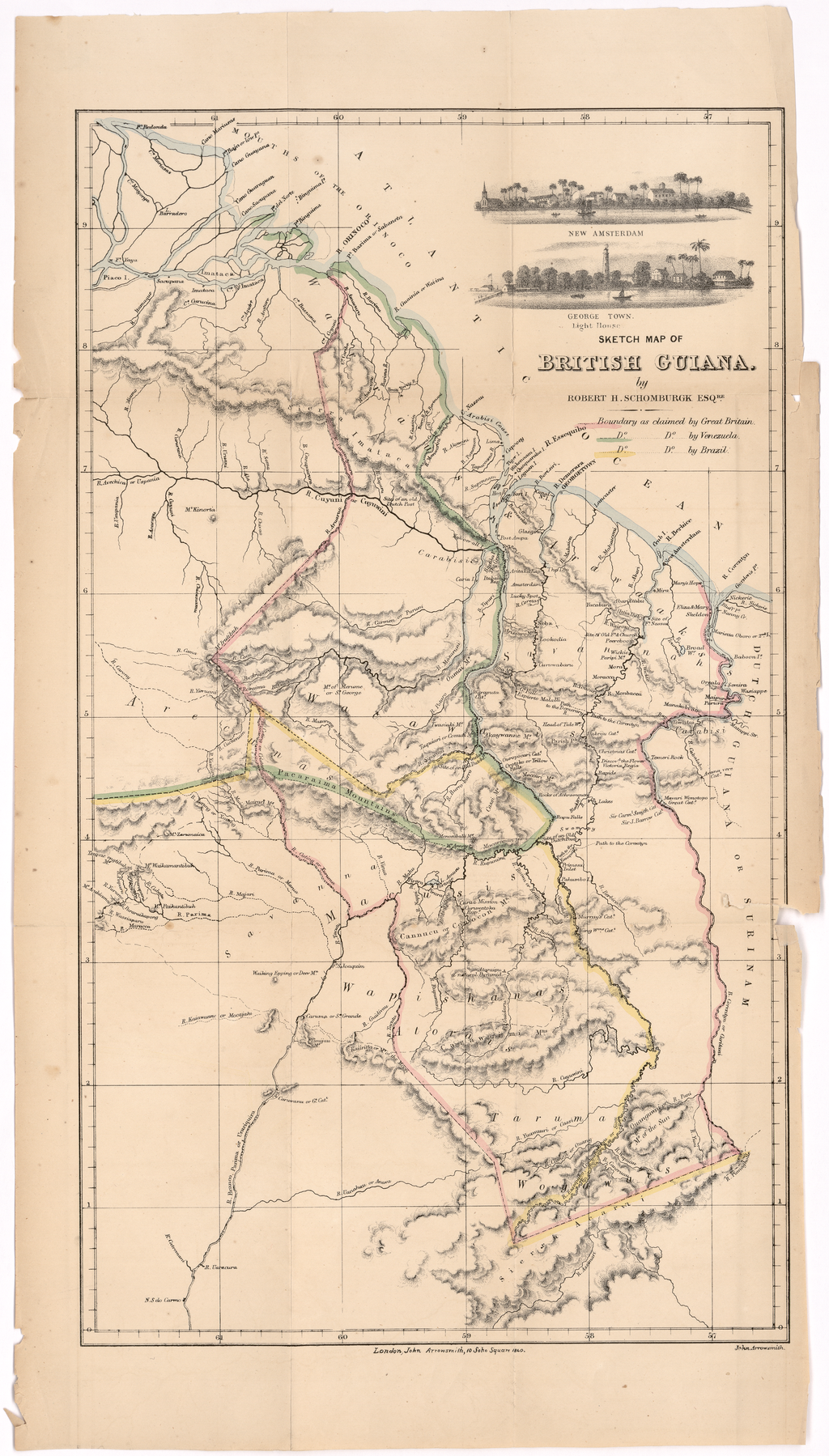
Mapa que apresenta a Linha de Schomburgk

Em 1839 traçou uma segunda linha chamada Norte-Sul que compreendia a desembocadura do Amacuro até o Monte Roraima, que representava uns 141 930 km². A migração dos colonos britânicos para além dos territórios situados na margem esquerda do Essequibo originou a primeira reclamação da Venezuela diante da Grã Bretanha. As negociações iniciaram-se em 1844 mediante a proposição feita pelo representante da Venezuela, Alejo Fortique, baseando-se no território da Capitania Geral da Venezuela e no princípio cogitou no uti possidetis iure, para que se reconhecesse ao rio Essequibo como linha fronteiriça, alegando com documentos a jurisdição venezuelana nessas terras que haviam feito parte da antiga Província da Guiana. O governo britânico, propôs que a fronteira iniciasse-se na boca do rio Moroco e continuasse pelos rios Barima e Aunama. Isto implicava uma fronteira ao oeste do Essequibo, e não foi aceita pelo governo venezuelano. À protestos da Venezuela respondeu Daniel Florencio O'Leary, argumentando que a Linha Schomburgk era provisória, e que ainda estava sujeita a revisão das partes.
A maior expansão britânica aconteceu em 1888 quando se adicionaram 203.310 km². Os ingleses trataram sempre de penetrar no território venezuelano incluso até o rio Orinoco.

### O Laudo Arbitrário de Paris
Em fevereiro de 1897 a Venezuela e o Reino Unido firmaram o Tratado de Washington pelo qual comprometiam-se a resolver o problema mediante uma arbitragem internacional. Mediante tal arbitragem, estabeleceu-se o Laudo de Paris de 1899, que ditou a favor da Grã Bretanha.

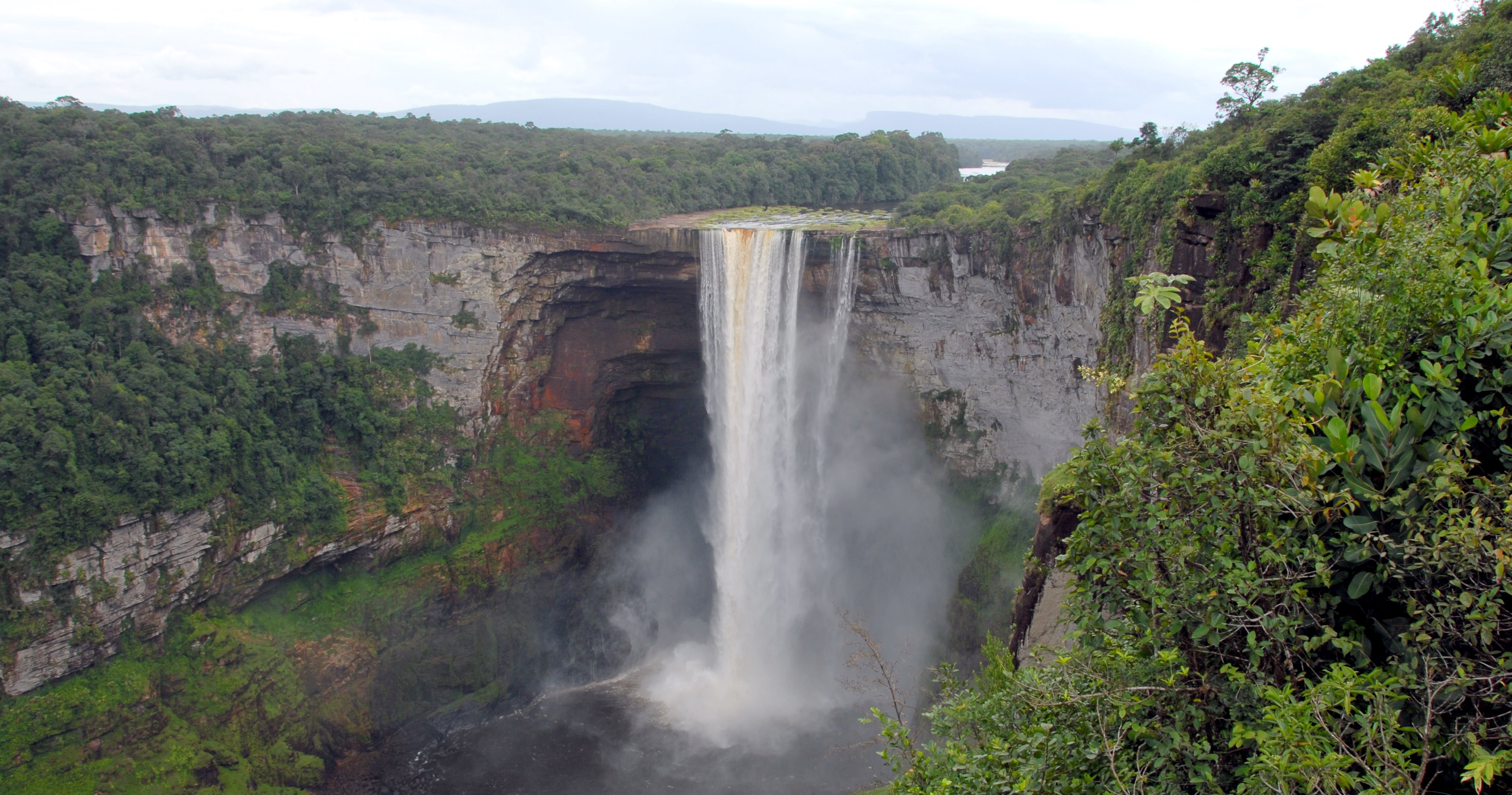
Vista das Cataratas de Kaieteur, localizadas na Região de Potaro-Siparuni no centro da Guiana Essequiba

O Tribunal de Arbitragem tinha que ser composto por dois membros das partes envolvidas no conflito e um terceiro neutro. No entanto, a Venezuela teve que aceitar ser representada por juristas dos Estados Unidos como Melville Weston Fuller e Davis Josianh Brewer. A parte neutra esteve a cargo da Rússia, representada por Fiódor Martens e por último Charles Baron Russell e Sir Richard Henn-Collins em representação ao Reino Unido. As autoridades venezuelanas aceitaram a decisão, a qual voltaria a ser questionada pouco depois do retorno da democracia venezuelana.
Após o falecimento de um dos defensores da Venezuela em 1948, encontrou-se entre seus papéis um documento, que revelava a negociação secreta que provocou a sentença despojatória. Este documento deu o argumento para declarar nulo e errôneo o laudo e continuar com a reivindicação. A reivindicação venezuelana voltou a ser feita em 1962. Em 1966 firma-se o Acordo de Genebra, entre Venezuela, Reino Unido e a República Cooperativa da Guiana, no que as duas últimas reconhecem a reivindicação territorial da Venezuela.
A Venezuela participou da Comissão Mista de Fronteiras Britânico-Venezuelanas entre 1900 e 1905 para a demarcação definitiva dos limites entre ambos os países e firmada em setembro de 1907. O ditador venezuelano Juan Vicente Gómez firmou em 1932 o ponto da tríplice confluência no Monte Roraima como fronteira entre o Brasil, a Guiana Britânica e a Venezuela.

### A Questão do Pirara de 1904

A Arbitragem de 1904 dividiu o território do Pirara entre Brasil e a Guiana Britânica, a parte assinalada aos Britânicos é reclamada pela Venezuela como parte da Guiana Essequiba

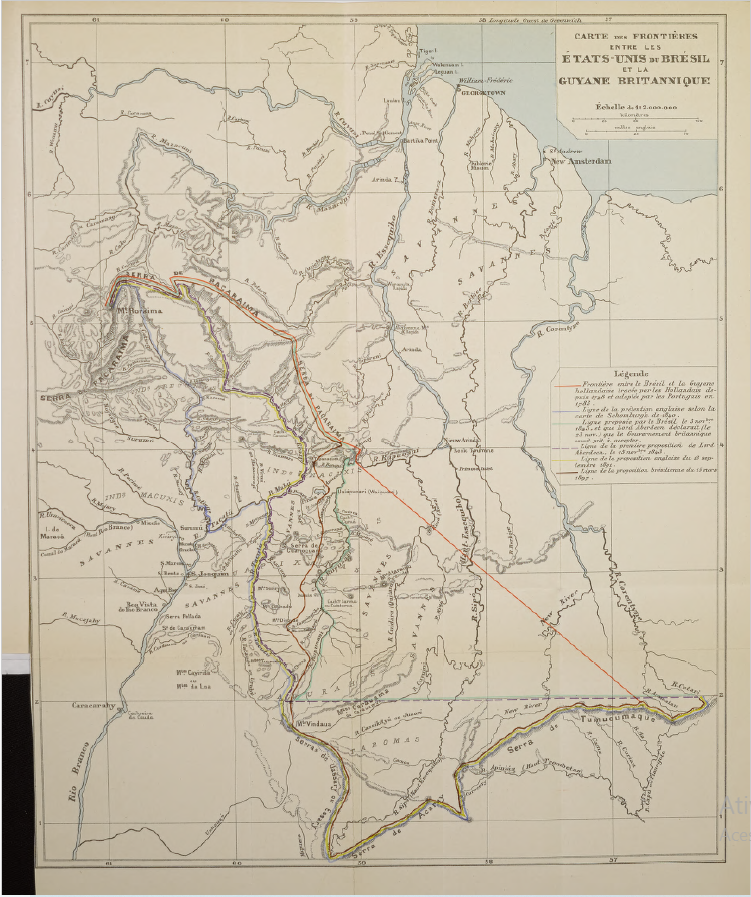
Mapa elaborado pelo Barão do Rio Branco apresentado a fronteira entre a Holanda e Portugal e as diversas propostas brasileiras e inglesas que antecederam a arbitragem realizada pelo Rei Italiano Vitório Emanuel III

A Questão do Pirara é o nome de uma disputa territorial de 33.200 km² localizada no que atualmente é parte do estado brasileiro de Roraima e parte do sudoeste da Guiana nas regiões de Potaro-Siparuni e Alto Takutu-Alto Essequibo (ou Guiana Essequiba segundo o ponto de vista venezuelano).
Depois do Laudo Arbitrário de 1899 que outorgou a maior parte do território essequibo à Guiana Britânica, o Reino Unido propôs um novo laudo mas desta vez para delimitar sua fronteira com o Brasil, no território da Guiana Essequiba depois reivindicado pela Venezuela.
O Reino Unido esteve de acordo em entrar a uma arbitragem, de um governo imparcial, para o que se cogitou o governo italiano. O advogado Joaquim Nabuco foi o defensor dos interesses brasileiros ante a corte de Vítor Emanuel III, encarregada da decisão final. Nabuco defendeu o Brasil com o argumento da supremacia lusófona na região que apresentou em dezoito volumes de material provatório recopilado por Nabuco.
Em 1904 a decisão foi tomada pelo rei italiano: 19.630 km² seriam entregues a Inglaterra (passaram a ser territórios da Guiana, hoje reivindicados pela Venezuela como parte da Guiana Essequiba), e 13.570 km² foram acordados ao Brasil, estabelecendo definitivamente o limite dos dois países na região.

### Reafirmação do conflito

Mapas venezuelanos mostram a Guiana Essequiba como Zona em Litígio

Em 1963 a Venezuela pela primeira vez e de maneira oficial reivindica na Organização das Nações Unidas o território localizado ao oeste do rio Essequibo, alegando indícios de nulidade e que se conhece em direito internacional como atos contrários à boa-fé por parte do governo britânico, ademais de uma suposta conspiração de alguns dos membros do Laudo de Paris. O governo venezuelano expôs em novembro de 1963 ao governo de Londres nove pontos nos quais baseia-se sua reivindicação:
- Excesso de poder (ultra petita), por decretar liberdade de navegação sobre os rios Amacuro e Barima, o que de acordo com o Direito Internacional, invalida qualquer laudo arbitrário.
- Apresentação de mapas adulterados, segundo a Venezuela, por parte da Grã Bretanha no Tribunal arbitrário.
- O Tribunal outorgou 17.604 km² a Grã Bretanha reconhecidos como venezuelanos pelo próprio governo britânico.
- A linha fronteiriça supostamente foi imposta aos juízes pelo governo britânico.
- O Presidente do Tribunal arbitrário coagiu aos juízes para aceitar a demarcação britânica.
- Esta demarcação foi uma "conspiração", assim o qualificaram alguns funcionários britânicos, segundo a Venezuela.
- A Venezuela foi enganada e o Reino Unido atuou de modo contrário à boa-fé do direito internacional.
- A Venezuela foi informada logo após que o Laudo Arbitrário tomara as decisões.
- Conspiração dos países membros do Tribunal arbitrário.

Para os britânicos o argumento venezuelano era insustentável porque:
- Todos aqueles que participaram do laudo arbitrário já haviam morrido.
- A Venezuela havia aceitado o laudo arbitrário como "uma regra plena, feita e direita e conclusiva".
- O estudo dos documentos revelou, segundo os britânicos, que a Venezuela não tinha uma razão válida.
- A Venezuela nem sequer tentou exprobrar suas razões para invalidar o Laudo Arbitrário.

Quando a Grã Bretanha decidiu conceder a independência à Guiana Britânica, dentro da Commonwealth, em 26 de maio de 1966, denominando-a como Guiana, esta seria Estado parte, tal como estabelece-lhe o artigo 7º do Acordo de Genebra. Por ele a Guiana ratificou o Acordo de Genebra no mesmo dia de sua independência, reconhecendo desta forma a reivindicação venezuelana sobre o território à margem ocidental do rio Essequibo.

### Rebelião de Rupununi de 1969
Em 2 de janeiro de 1969 houve um movimento separatista no sul da Guiana essequiba, no setor chamado então Distrito de Rupununi (na atual região de Alto Takutu–Alto Essequibo) que foi contido 3 dias depois pelas Forças de Defensa da Guiana, que pretendia criar um Comitê Provisional do Governo de Rupununi. Os rebeldes em sua maioria habitantes ameríndios da área solicitaram ajuda da Venezuela invocando sua "nacionalidade venezuelana" mas o governo da Venezuela presidido por Rafael Caldera absteve-se de apoiar o movimento.
No entanto o governo Guianês acusou ao Venezuelano de alentar o movimento separatista. Houve entre 70 e 100 mortos, alguns dos habitantes da região fugiram em direção à Venezuela, sendo localizados no sul do Estado Bolívar, ao menos 120 conseguiram a nacionalidade venezuelana.

### Negociação desde 1983
A Venezuela propôs em 1983 a negociação direta com a Guiana, mas esta não aceita e propõe três alternativas (Assembleia-Geral da ONU, Conselho de Segurança ou Corte Internacional de Justiça) que a Venezuela rechaçou. Por iniciativa da Venezuela em 1983 o conflito limítrofe é levado sob os auspícios do Secretário-Geral das Nações Unidas, apoiados ao artigo 33º da Carta das Nações Unidas referente aos meios de soluções pacíficas. Em 1987 Guiana e Venezuela decidem aceitar o método dos Bons Ofícios que começa a funcionar desde 1989.

### Incidente de 2007
Em 15 de novembro de 2007 houve um incidente fronteiriço quando o governo guianês de Bharrat Jagdeo acusou a Venezuela pela incursão de 40 soldados venezuelanos que haviam penetrado em águas territoriais disputadas para violar duas dragas no rio Cuyuní. A Venezuela argumentou inicialmente que a operação tinha como fim combater a mineração ilegal e que o fato havia-se produzido ao oeste da zona em litígio, no entanto, depois de realizar-se uma investigação, o vice-chanceler venezuelano viajou a Guiana e, segundo declarou o chanceler guianês, este desculpou-se pelo feito: "O vice-chanceler venezuelano expressou um sincero arrependimento e assegurou que este fato não tinha motivações políticas por parte do governo venezuelano".
O chefe do estado maior guianês Gary Best reconheceu que as Forças de Defesa da Guiana não contam com capacidade para evitar a entrada no país de militares venezuelanos, mas advertiu que "se os venezuelanos abrirem fogo primeiro, as FDG responderão".

### Crise de 2018
Em fevereiro de 2018, boatos que o governo da Venezuela pretendia invadir o território da Guiana para anexar a zona em disputa começaram a surgir. Algo que começou a se confirmar com a visita de ministros brasileiros, entre o eles o ministro da defesa do Brasil à época Raul Jungmann, à Guiana e ao Suriname, para discutir assuntos de defesa fronteiriça. O governo da Venezuela não se pronunciou sobre o assunto.

### Plebiscito na Venezuela em 2023
Em 3 de dezembro de 2023, o povo da Venezuela votou em plebiscito uma série de 5 questões de lei nacional e internacional relativas à região de Essequibo. A consulta popular foi determinada pelo governo venezuelano com apoio dos partidários do Presidente Nicolás Maduro (PSUV) e da oposição. O regime divulgou uma métrica de 96% da população apoiando a anexação da região. Em 5 de dezembro do mesmo ano, Nicolás Maduro propôs uma lei considerando a região de Essequibo como um estado, determinando um general como responsável.

### Contestação na Corte Internacional de Justiça em 2025
Com as eleições para governadores em toda a Venezuela previstas para 25 de maio de 2025, o território de Essequibo também foi incluído no pleito, após o governo Maduro alegar que a região contestada havia sido anexada. No entanto, discordando da medida, em 6 de março de 2025, o governo da Guiana acionou a Corte Internacional de Justiça, órgão jurisdicional da ONU, solicitando que "ordene à Venezuela que se abstenha de qualquer ato dentro de seu território soberano."

## Estatísticas da Guiana Essequiba
| Número    | Nome da Região                 | Superfície | População (2002) |
| --------- | ------------------------------ | ---------- | ---------------- |
| Região 1  | Barima-Waini                   | 20 339 km² | 24 275           |
| Região 2  | Cuyuni-Mazaruni                | 47 213 km² | 17 597           |
| Região 7  | Pomeroon-Supenaam              | 6 195 km²  | 49 253           |
| Região 8  | Potaro-Siparuni                | 20 051 km² | 10 095           |
| Região 10 | Alto Takutu-Alto Essequibo     | 57 750 km² | 19 387           |
| Região 5  | Ilhas Essequibo-Oeste Demerara | 3 755 km²  | 103 261          |

*(Os dados da quinta região incluem a parte Não essequiba, que não é reclamada pela Venezuela.)

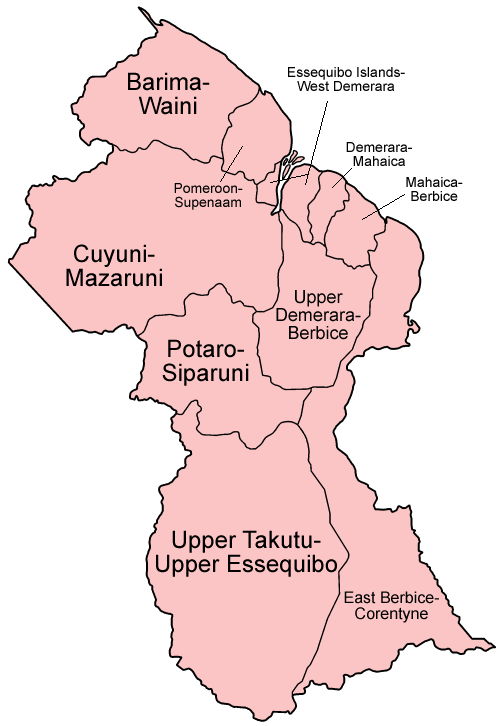
Mapa da Guiana que mostra as regiões 1 (Barima-Waini), 2 (Cuyuni-Mazaruni), 7 (Pomeroon-Supenaam), 8 (Potaro-Siparuni), 10 (Alto Takutu-Alto Essequibo) e a zona ocidental da 5 (Ilhas EGuiuibo-Oeste Demerara) em reivindicação)